# Egeln
Egeln település Németországban, azon belül Szász-Anhalt tartományban. Lakosainak száma 3195 fő (2023. december 31.).

## Népesség
A település népességének változása:
| Lakosok száma | 4119 | 3306 | 3269 | 3176 | 3216 | 3195 |
|               | 2011 | 2017 | 2019 | 2021 | 2022 | 2023 |